# شون نيكولز
شون نيكولز (بالإنجليزية: Shaun Nichols)‏ هو فيلسوف أمريكي، ولد في 1950.